# Erythroxylum ulei
Erythroxylum ulei, biljna vrsta iz roda koke, grm ili manje drvo čija je postojbina Kolumbija (doline rijeka Cauca i Magdalena), te raširena i u Ekvadoru, Peruu, Boliviji i Brazilu  (Acre).
Naraste od jednog do pet metara visine. U lokalnoj upotrebi koristi se kao lijek, a ponekad se uzgaja i u vrtovima u Ekvadoru. Dekokt zdrobljenih listova uzima se kao lijek protiv krvavih proljeva, bolova u tijelu, zubobolji i glavobolji.

## Sinonimi
- Erythroxylum tessmannii O.E.Schulz
- Erythroxylum venosum Rusby